# بيدرو سانشيث دي لا أوث
بيدرو سانشيث دي لا أوث (بالإنجليزية: Pedro Sánchez de la Hoz)‏‏ (1514 في قلهرة - 1547 في سانتياغو) كاتب من إسبانيا.